# Siccia quilimania
Siccia quilimania är en fjärilsart som beskrevs av Embrik Strand 1922. Siccia quilimania ingår i släktet Siccia och familjen björnspinnare. Inga underarter finns listade i Catalogue of Life.